# Podwójna większość
Podwójna większość głosów – głosowanie, będące jednym z postanowień Traktatu Lizbońskiego z 2007. 
Funkcjonowanie takiego głosowania polega na uwzględnieniu liczby państw oraz liczby ludności. Podwójną większość stanowi minimum 55% państw członkowskich, które reprezentują co najmniej 65% ludności UE. Połączenie tych dwóch warunków zwiększa legitymację władzy UE.